# Xã Madison, Quận Fillmore, Nebraska
Xã Madison (tiếng Anh: Madison Township) là một xã thuộc quận Fillmore, tiểu bang Nebraska, Hoa Kỳ. Năm 2010, dân số của xã này là 555 người.